# Casco Antiguo-Santa Cruz-Ayuntamiento
Casco Antiguo-Santa Cruz-Ayuntamiento (más conocido como barrio de Santa Cruz o Casco Antiguo, y popularmente como El Barrio) es un barrio de la ciudad española de Alicante. Según el padrón municipal, cuenta en el año 2023 con una población de 2716 habitantes (1383 hombres y 1333 mujeres).

## Localización
Casco Antiguo-Santa Cruz limita al norte con el barrio de San Antón; al noreste, y separado por el Callejón de la Sierra, con el barrio de Raval Roig; al este y al sur con el barrio de Ensanche-Diputación, a la altura del espigón del Puerto de Alicante y la playa del Postiguet; y al oeste, separado por la Rambla de Méndez Núñez, con el de Centro. En este barrio se encuentra el Ayuntamiento de Alicante.

## Población
Según el padrón municipal de habitantes de Alicante, la evolución de la población del barrio Casco Antiguo-Santa Cruz en los últimos años, del 2010 al 2023 tiene los siguientes números:
|              | 2010  | 2011  | 2012   | 2013  | 2014  | 2015  | 2016  | 2017 | 2018  | 2019  |
| ------------ | ----- | ----- | ------ | ----- | ----- | ----- | ----- | ---- | ----- | ----- |
| Población    | 2734  | 2757  | 2903   | 2890  | 2901  | 2872  | 2787  | 2787 | 2765  | 2729  |
| (Diferencia) |       | (+23) | (+146) | (-13) | (+11) | (-29) | (-85) | (0)  | (-22) | (-36) |
|              | 2020  | 2021  | 2022   | 2023  |       |       |       |      |       |       |
| Población    | 2697  | 2644  | 2666   | 2733  |       |       |       |      |       |       |
| (Diferencia) | (-32) | (-53) | (+22)  | (+67) |       |       |       |      |       |       |

## Historia
La zona que ocupa este barrio comenzó a estar habitada en la Edad Media. Tras el pacto de Teodomiro a principios del siglo VIII, se establecieron en Alicante los musulmanes, que habían cruzado el estrecho en el año 711. El poblamiento de las laderas del monte Benacantil empezó a desarrollarse a partir de esa llegada. En la cima del monte construyeron una alcazaba donde se instalaron. En las faldas de la montaña se estableció una población de agricultores, pescadores y, también, de marinos que se dedicaban al comercio y la piratería. Estaba formándose en este entorno la villa que los musulmanes llamaron medina de Al Laqant.
En el siglo XIII, cuando los cristianos recuperaron estas tierras, la población existente tenía unas murallas defensivas que bajaban desde la alcazaba y rodeaban el lugar. Asimismo, la villa contaba con una aljama, un barrio cristiano, un zoco y dos mezquitas. En los años siguientes, se amplió la población y el perímetro de las murallas.

## Lugares destacados
- Parque La Ereta (1)[4]
- Ermita de Santa Cruz (2)[5]
- Ermita de San Roque (3)[6]
- Plaza del Carmen (4)
- Plaza de Quijano (5)

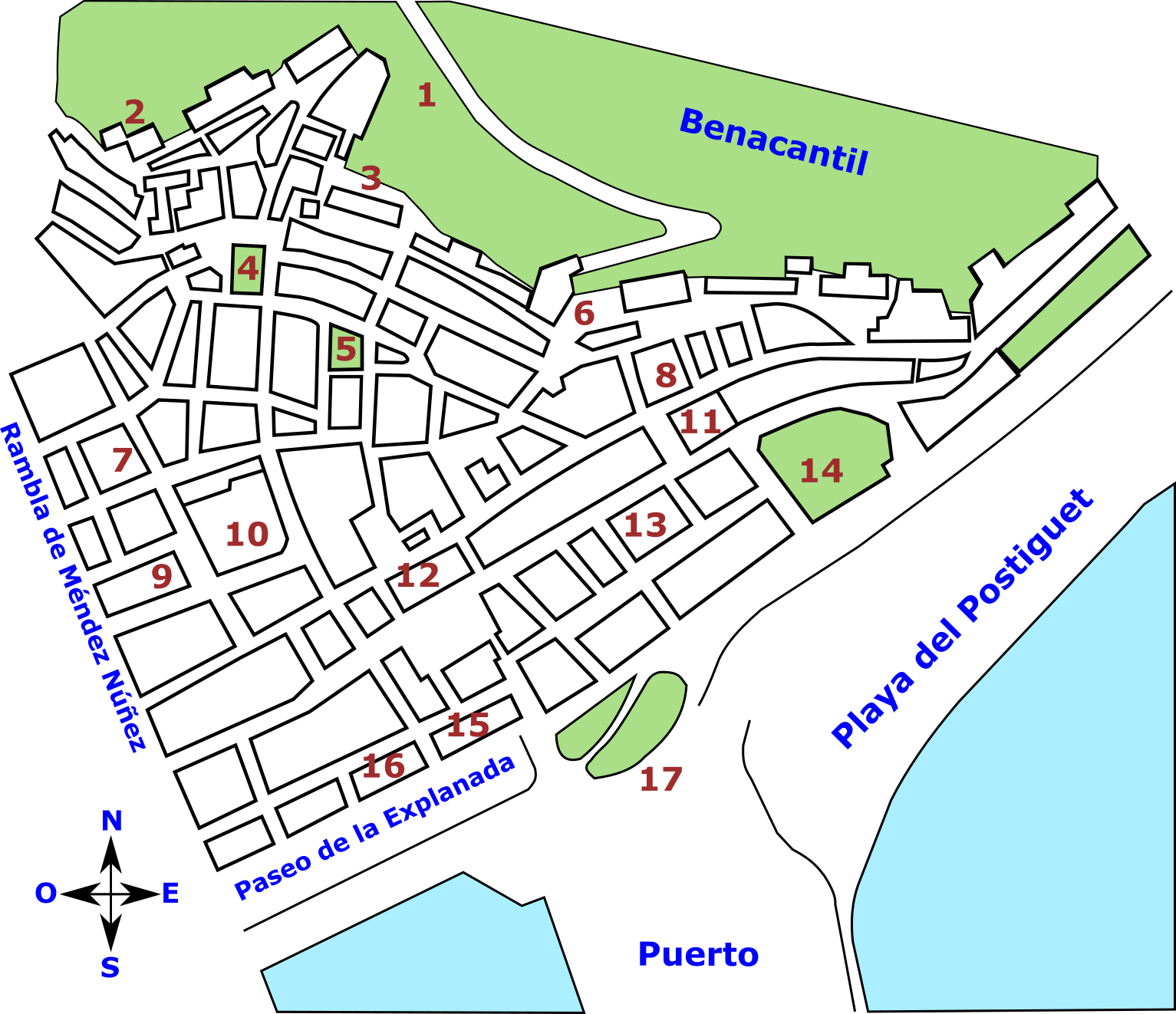
Mapa barrio Casco Antiguo-Santa Cruz y lugares destacados.

- Convento de las Monjas de la Sangre
- Plaza del Puente (6)
- Museo de Aguas de Alicante (6)
- Pozos de Garrigós (6)[7]
- Palacio Maisonnave, sede Archivo Municipal (7)[8]
- Museo de Arte Contemporáneo de Alicante, MACA (8)
- Casa Campos Carrera (9)
- Plaza del Abad Penalva (entre 9 y 10)
- Concatedral de San Nicolás de Bari (10)
- Museo de Belenes
- Claustro de San Nicolás (10)
- Basílica de Santa María (11)
- Casa consistorial de Alicante (12)
- Plaza del Ayuntamiento (frente a 12)
- Plaza de la Santísima Faz (detrás de 12)
- Audiencia Provincial de Alicante
- Cámara de Comercio de Alicante
- Museo de Bellas Artes Gravina, MUBAG (13)
- Paseíto Ramiro (14)[9]
- Biblioteca Pública del Estado en Alicante (junto a 14)
- Casa Carbonell (15)
- Casa Lamaignere (16)
- Puerta del Mar (17)
- Plaza de San Cristóbal
- Pasarela del Tío Farina

## Cultura

### Fiestas
Las fiestas principales del barrio son las Hogueras de San Juan, ya que son las fiestas oficiales de la ciudad de Alicante. En el barrio plantan las siguientes hogueras:
- Hoguera Oficial, que es la que representa a toda la ciudad, cuyo coste lo asume el Ayuntamiento de Alicante y que planta en la plaza del Ayuntamiento. Es la hoguera que quema la bellea del foc desde el balcón del consistorio como máxima representante de la fiesta alicantina.

- Explanada, fundada en 1982, planta en la plaza de la Puerta del Mar, al principio de la Explanada. Anteriormente se llamaba Explanada-Puerto-Postiguet.
- Monjas-Santa Faz, fundada en 1931, planta en la plaza de la Santísima Faz y abarca también la calle Monjas donde está el convento de las Monjas de la Sangre.
- Passeig de Gómiz, fundada en 1995, planta en el paseo de Gómiz, junto a la playa del Postiguet.
- Plaza de Santa María, fundada en 1991, planta en la calle Jorge Juan, junto a la plaza del Ayuntamiento. Pese a su nombre, nunca ha plantado en la plaza de Santa María.
- Port d'Alacant, fundada en 1987, planta dentro del Puerto. Anteriormente plantaba en el agua, frente a las escalinatas de la reina, muy cerca de la plaza de la Puerta del Mar.
- Puente-Villavieja, que planta en la plaza del Puente, y abarca como distrito la calle Villavieja.
- Rambla de Méndez Núñez, fundada en 1928, planta en la Rambla de Méndez Núñez, frente al Portal de Elche y en la esquina con la calle Rafael Altamira. Parte de su distrito está en el barrio Centro.

Históricamente ha contado con otras comisiones de hogueras: Carmen-San Agustín-Santa Cruz, que fue la fusión de las hogueras Carmen-San Agustín y Santa Cruz o, la también desaparecida, Primo de Rivera-Camarada Maciá.
En el barrio de Santa Cruz se celebran también las fiestas de las Cruces de Mayo en la que se engalanan distintos rincones del barrio con cruces de flores.

### Ocio nocturno
Entre la plaza del Ayuntamiento y la plaza de San Cristóbal, y delimitado por la rambla de Méndez Núñez, se encuentra la zona de ocio nocturno conocida como El Barrio, famosa por su amplia variedad de bares, pubs y pequeños clubes nocturnos que permanecen abiertos hasta altas horas de la madrugada.